# República de Zululand
La República de Zululand fou un presumpte estat o govern zulu protegit pels bòers i rival del regne zulu, el qual hauria suposadament existit entre 1884 i 1887.
Dinuzulu, successor de Cetiwayo el 1884, va demanar ajut als britànics contra el seu rival pel tron Usibhephu. Com que no la va obtenir va reclutar mercenaris principàlment bòers però també britànics i portuguesos. Amb aquest suport va poder derrotar el seu contrincant a la batalla de la muntanya del Fantasma (Ghost Mountain) o batalla de Etshaneni, al nord del riu Mkhuze (5 de juny de 1884); el cap zulu no va poder pagar en diners als mercenaris i els va haver de cedir extensos territoris, amb els quals es va formar l'anomenada Nova República de Sud-àfrica. Els bòers reclamaven la meitat del país zulu (Zululàndia) incloent la badia de Santa Llucia (Saint Lucia Bay) que els donava accés al mar. Finalment un arbitratge va reconèixer la república encara que força reduïda en superfície i sense accés al mar.
Els boers van establir a una part dels territoris zulus que no volien cedir, un govern repúblicà oposat a Dinuzulu; el 1887 els britànics van ocupar i annexionar Zululand, incloent-hi els suposats territoris de la república.

## Bandera
Fou publicada per A. Usachev a Flaggenmitteilung 29. Es tracta d'una bandera de tres franges horitzontals, groga a la part de dalt, verda a la central i vermella a la inferior.